# 38. Infanterie-Division (Wehrmacht)
Die 38. Infanteriedivision war eine deutsche Infanteriedivision im Zweiten Weltkrieg.

## Geschichte

### Aufstellung
Die Division wurde am 11. Juli 1942 in Den Haag in den Niederlanden aufgestellt.

### Besatzungstruppe Frankreich
Die Division war anfangs in  Frankreich stationiert.

### Verlegung an die Ostfront
Im März 1943 wurde die Einheit an die Ostfront in den Raum südöstlich von Slowjansk an den Donez verlegt.

### Vernichtung
In der Ukraine erlitt die Einheit schwere Verluste.

### Auflösung
Der Verband wurde am 23. Oktober 1943 aufgelöst.